# Cisplatinska kriget
Cisplatinska kriget (portugisiska: Guerra da Cisplatina; spanska: Guerra del Brasil) var en väpnad konflikt mellan nominellt spanskledda Río de la Platas förenade provinser och Kejsardömet Brasilien. Parterna stred om ett område benämnt Banda Oriental eller "Östra stranden" (beläget i det som senare kom att bli Uruguay), under 1820-talet. Kriget utkämpades under perioden 10 december 1825 – 27 augusti 1828.

## Slag
- Slaget vid Sarandí
- Sjöslaget vid Juncal 8–9 februari 1827
- Slaget vid Ituzaingó 20 februari 1827
- Sjöslaget vid Monte Santiago 7–8 april 1827

### Fotnoter
1. ↑  Lalonde, Suzanne. Determining boundaries in a conflicted world: the role of UTI possidetis. McGill-Queen's University Press, 2002. Sid. 38. – Google Books
2. ↑  Carneiro, David. História da Guerra Cisplatina. São Paulo: Companhia Editora Nacional, 1946. Sid. 38, 59, 70, 112 & 114.
3. ↑  Doratioto (2002)
4. ↑  Castellanos, La Cisplatina, la Independencia y la república caudillesca, sid. 73–77.
5. ↑  Nahum, Benjamín (1994). Manual de Historia del Uruguay 1830–1903. Montevideo. Editorial De la Banda Oriental.
6. ↑  Méndez Vives, Enrique (1990). Historia Uruguaya. Montevideo. Editorial De la Banda Oriental.